# Bret C. Larson

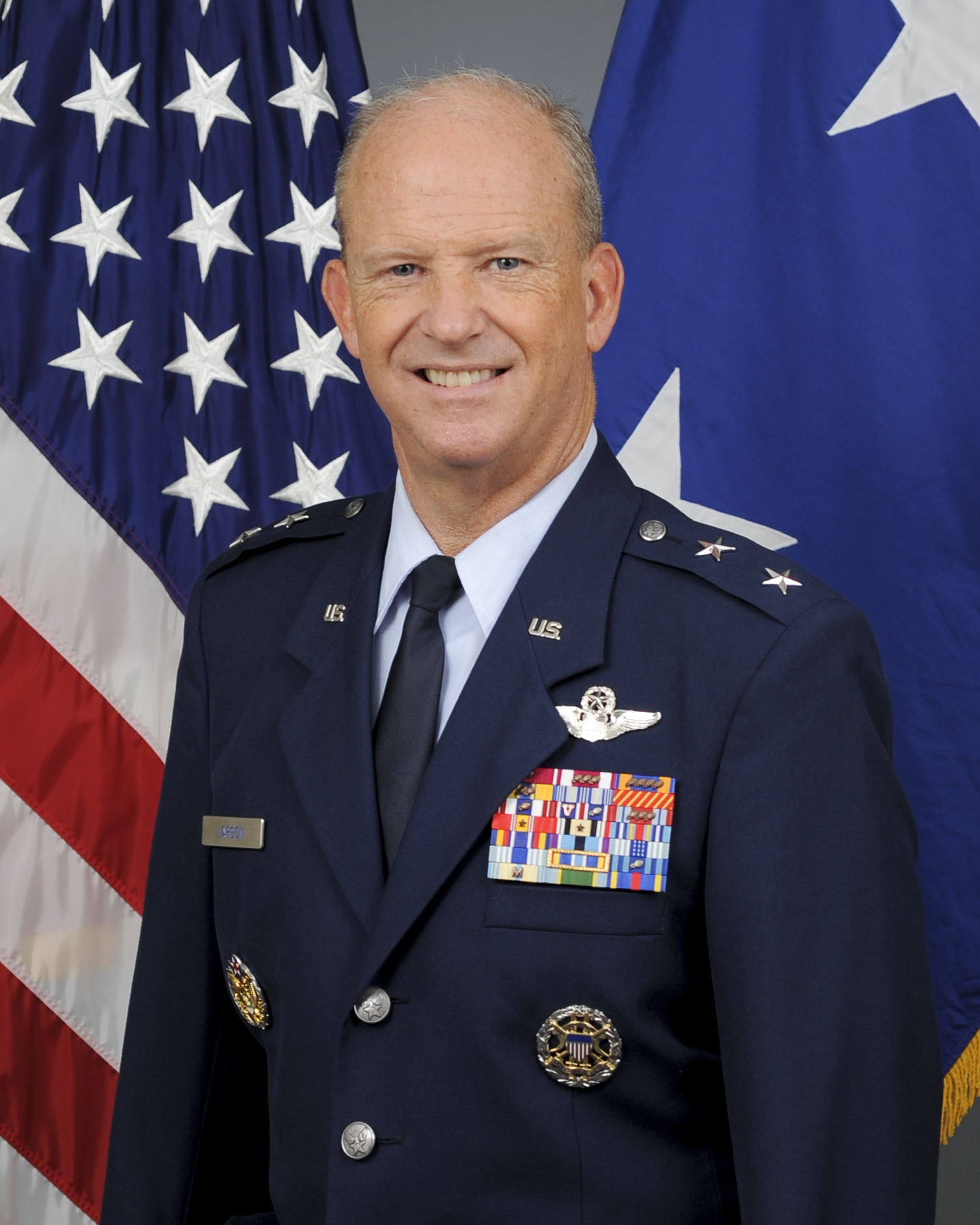
Bret C. Larson (2020)

Bret C. Larson (* um 1966) ist ein pensionierter Generalmajor der United States Air Force. Er war unter anderem Kommandeur der 22. Luftflotte (Twenty Second Air Force).
Über das ROTC-Programm der Iowa State University gelangte er im Jahr 1988 in das Offizierskorps der United States Air Force. Dort durchlief er anschließend alle Offiziersränge vom Leutnant bis zum Zwei-Sterne-General.
Im Lauf seiner militärischen Karriere absolvierte er verschiedene Kurse und Schulungen. Dazu gehörten unter anderem eine Ausbildung zum Kampfpiloten und weitere Fortbildungskurse als Pilot neuer Flugzeugtypen; die Squadron Officer School, das Air Command and Staff College und das Air War College, alle über je einen Fernkurs. Später folgten der Director of Mobility Forces Course auf dem Hurlburt Field in Florida; das Armed Forces Staff College in Norfolk in Virginia; der Capstone General and Flag Officer Course der National Defense University in Fort Lesley J. McNair in Washington, D.C. und das Advanced Senior Leadership Development Seminar in Warrenton in Virginia. Außerdem erhielt er einen akademischen Grad von der University of North Carolina at Chapel Hill.
In seinen frühen Jahren als Offizier der Luftwaffe war er an verschiedenen Stützpunkten in den Vereinigten Staaten stationiert. Dabei war er vor allem als Flugausbilder oder Stabsoffizier bei unterschiedlichen Einheiten tätig. Dazwischen absolvierte er die erwähnten Schulungen. Im Oktober 1999 wechselte er zur Reserve der Luftwaffe und diente fortan in den entsprechenden Einheiten, zu denen er immer wieder zum Militärdienst herangezogen wurde. Privat wurde er Pilot einer Fluggesellschaft.
Larson war mehrfach im Rahmen der Operation Enduring Freedom sowohl als Pilot als auch in kommandierender Funktion eingesetzt. Zwischen Februar 2008 und Juni 2011 kommandierte er als Oberstleutnant auf der Pope Air Force Base in North Carolina die 95. Transportschwadron (95th Airlift Squadron). Diese Zeit war durch eine Versetzung zur Al Udeid Air Base in Katar unterbrochen, wo er zwischen Oktober 2008 und Januar 2009 die 746. Expeditionstransportschwadron (746th Expeditionary Airlift Squadron) befehligte. Als Nächstes wurde er zur Niagara Falls Air Reserve Station im Bundesstaat New York versetzt. Dort war er zwischen Juli 2011 und Januar 2013 stellvertretender Kommandeur des 914. Transportgeschwaders (914th Airlift Wing).
Larsons nächste Mission führte ihn zur Ramstein Air Base in Deutschland. Zwischen Januar 2013 und März 2014 kommandierte er dort die 404. bzw. die 409. Expeditionsgruppe (Commander, 404th and 409th Air Expeditionary Group). In der Folge bekleidete er einige Stellen als Stabsoffizier. Bis zum April 2015 gehörte er dem Stab im Hauptquartier der Air Force an, wobei er in dessen Abteilung für Reserveangelegenheiten tätig war. Danach wurde er zum Stab des Air Education and Training Commands auf die Randolph Air Force Base in Texas versetzt. Bis zum September 2018 war er dort Mobilisierungsberater (Mobilization Assistant).
Zwischen Oktober 2018 und November 2020 gehörte er als Deputy Director for Strategic Initiatives dem Stab der Joint Chiefs of Staff an. Anschließend kehrte er zum Stab des Air Education and Training Commands zurück, wo er bis zum Juni 2021 ebenfalls als Mobilisierungsberater tätig war.
Am 10. Juli 2021 übernahm er auf der Dobbins Air Force Reserve Base in Georgia als Nachfolger von John P. Healy den Oberbefehl über die 22. Luftflotte. Dieses Amt bekleidete er bis zum 2. April 2023, als Melissa A. Coburn seine Nachfolge antrat. Anschließend beendete er seine militärische Laufbahn.
Während seiner aktiven Zeit als Militärpilot absolvierte er über 5300 Flugstunden auf verschiedenen Flugzeugtypen.

## Daten der Beförderungen
| Abzeichen | Rang               | Jahr            |
| --------- | ------------------ | --------------- |
|           | Second Lieutenant  | 21. Mai 1988    |
|           | First Lieutenant   | 1. Juni 1990    |
|           | Captain            | 1. Juni 1992    |
|           | Major              | 1. Oktober 2000 |
|           | Lieutenant Colonel | 17. August 2006 |
|           | Colonel            | 1. Juli 2011    |
|           | Brigadier General  | 1. April 2017   |
|           | Major General      | 28. Januar 2020 |

## Orden und Auszeichnungen
Bret Larson erhielt im Lauf seiner militärischen Laufbahn unter anderem folgende Auszeichnungen:
- Defense Superior Service Medal
- Legion of Merit
- Meritorious Service Medal
- Air Medal
- Air Force Commendation Medal
- Air Force Achievement Medal